# Росица Велкова-Желева
Росица Велкова-Желева е български финансист.

## Биография
Росица Велкова е родена през 1972 г. в София.
Придобива магистърска степен по финанси в Университета за национално и световно стопанство.
През 1993 г. започва работа в Министерството на финансите. От 2001 до 2017 г. е началник на отдел „Устойчиво икономическо развитие” в дирекция „Държавни разходи“ със сфера на дейност бюджетно финансиране на първостепенни разпоредители с бюджет. Между 2000 и 2001 г. е заместник-председател на съществуващата по това време „Държавна агенция за осигурителен надзор“.
През 2008 и 2009 г. представлява България в групата на финансовите експерти и във Финансовата комисия, които обсъждат бюджетните, финансовите и административните въпроси на ЮНЕСКО.
В периода от ноември 2017 до април 2021 г. и от декември 2021 до август 2022 г. е заместник-министър на финансите, а между април и декември 2021 г. е директор на дирекция „Държавни разходи“ в МФ.
От 2 август 2022 г. до 6 юни 2023 г. е служебен министър на финансите в правителствата на Гълъб Донев.